# Технически университет Острава
Висше минно училище – Технически университет Острава (на чешки: Vysoká škola báňská – Technická univerzita Ostrava, VŠB - TUO) е висше учебно заведение в град Острава.

## История
Техническият университет в Острава има дълга и богата история. Основан е през 1849 година. Първо се създава училище за изучаване на немски език, а през 1904 година е създадено училище за минно инженерство. Първият ректор е професор Йозев Тойер. Училището е било структурирано в 11 звена от 1924 г. Няколко години по-късно броят им нараства до 18.
В университета са изнасяни лекции на английски, руски, френски, немски, есперанто и други езици. През 1955 година се създава Департамент за изучаване на руски език, който се разраства и по-късно се формира Департамент за чужди езици.

## Структура
- Факултет по икономика
- Факултет по машинно инженерство
- Факултет по електроинженерство и компютърни науки
- Факултет по минно инженерство и геологияя
- Факултет по металургия
- Факултет по безопасно инженерство
- Строителен факултет